# クリスティアン・シモニス
クリスティアン・シモニス（Christian Simonis, 1956年7月4日 - ）は、オーストリアの指揮者。
ウィーン出身。1956年から1970年までウィーン少年合唱団に在籍し、フェルディナント・グロスマンやハンス・ギレスベルガーの薫陶を受けた。ウィーン国立音楽院で、リヒャルト・ホーホライナーに打楽器、カール・エールベルガーにファゴット、エーリヒ・ウルバンナーに音楽理論、フランク・クビークに声楽、ロベルト・ウェルナーにオペレッタをそれぞれ師事し、フランツ・エイブナーにシェンカー理論を学んだ。また、指揮法をハンス・スワロフスキーから教わり、1973年から1980年までウィーン青少年室内管弦楽団の指揮者を務めた。1985年から1990年までバート・ライヘンハル・フィルハーモニー管弦楽団、1990年から2005年までゲッティンゲン交響楽団の首席指揮者を務め、2005年から2013年まで中部ドイツ室内フィルハーモニーの音楽監督を務めた。2015年からバート・ライヘンハル・フィルハーモニー管弦楽団の首席指揮者に再任されている。